# Pronja (affluente del Sož)
Il Pronja (in bielorusso Проня?) è un fiume della Bielorussia, affluente di destra del Sož (bacino del Dnepr). Scorre nelle regioni di Mahilëŭ e Vicebsk.

## Descrizione
Il fiume nasce sulle alture di Smolensk, vicino al villaggio di Lanenka, nel distretto di Dubroŭna. Scorre in direzione meridionale attraverso il territorio della pianura Oršansko-Mogilëvska e confluisce nel fiume Sož alla periferia orientale della città di Slaŭharad. Ha una lunghezza di 172 km, l'area del suo bacino è di 4 910 km². La portata d'acqua alla foce è in media di 30 m³/s. La larghezza della valle varia da 0,4-0,6 km nel corso superiore a 1-2 km nel corso inferiore. Le sponde sono per lo più ripide, nella parte superiore sono basse e paludose. Vicino alla città di Horki si divide in diversi rami.
I suoi maggiori affluenti sono la Basja (lungo 104 km) e la Rasta (100 km) provenienti ambedue dalla destra idrografica.